# Elmore Morgenthaler
Elmore Robert Morgenthaler (Amarillo, 3 agosto 1922 – 25 novembre 1997) è stato un cestista statunitense, professionista nella BAA, nella ABL e nella NPBL.

## Palmarès
- Campione ABL (1950)